# Ден Гей
Ден Гей (англ. Dan Haigh; 5 грудня 1980, Грімсбі) — англійський музикант, кінорежисер, дизайнер відеоігор та письменник. Відомий як співзасновник synthwave гурту «Gunship» і як бас-гітарист в англійському рок-гурті «Fightstar».

## Ранні роки
Ден Гей народився в Грімсбі, а пізніше навчався у школі Рагбі.

## Музична кар'єра
GUNSHIP
Основна стаття Gunship (музичний гурт)
Гей є співзасновником synthwave гурту «Gunship» разом з Алексом Веставей в 2010 році.
Про цей проєкт він писав наступне: «„GUNSHIP“ — це неонова, пізня ніч, солодкий, звуковий сигнал аналогових синтезаторів, кінематографічність та кіберпанк, який вирвався з пластикового футляру „VHS“». (англ. GUNSHIP is a neon soaked, late night, sonic getaway drive, dripping with luscious analog synthesizers, cinematic vocals and cyberpunk values, exploding from the front cover of a dusty plastic VHS case which has lain forgotten since 1984)
Fightstar
Основна стаття Fightstar
Ден Гей є одним із засновників британського рок-гурту з Лондона «Fightstar», створеного в 2003 році. Незважаючи на те, що гурт вважається пост-хардкорним, «Fightstar», як відомо, поєднує в собі ще кілька інших жанрів, включаючи метал та альтернативний рок.
Саундтреки
Ден Гей написав музику для численних кінопроєктів, таких як «The 3rd Letter» , «Auroras» , «Supervised» , «Milk in First»  та «Mt. Paran» 
Також він пише музику до ігор. Ден склав музичну тему для популярної гри «Day Of Defeat».

## Ігровий дизайн
Ден виріс на іграх для «Amiga 500» і перераховує деякі з його улюблених ранніх ігор: Syndicate (Amiga), Doom 2 (PC), Quake (PC), Beneath the Steel Sky (CD32), Blade Runner (PC), Alien Breed (Amiga) та серії «Monkey Island». Гей працював над численними модами, включаючи Rocket Arena 3, а пізніше приєднався до Lethargy Software разом з Алексом Джінгеллем, котрі несли відповідальність за Quake, Deaths Dominion та «Oblivion». «Electronic Arts» найняла Гейма після перегляду «Oblivion», пізніше він працював у компанії «Gearbox Software», та «Valve».

## Режисерська діяльність
Ден Гей був співзасновником компанії «Horsie In The Hedge» разом з Алексом Джінгеллем у 2005 році. Він був режисером численних музичних кліпів та фільмів. 
Гей також є співавтором трейлеру до фільму «Для Бога, якому ми довіряємо» (англ. In God We Trust) ). 
Перше відео, яке Ден Гей створив для «Fightstar», — це співпраця з Алексом Джінгеллем до пісні Palaniuk's Laughter.
Гей був залучений до створення більшості музичних кліпів «Fightstar».